# Woodsville
|  | No s'ha de confondre amb Woodville. |

Woodsville és una concentració de població designada pel cens dels Estats Units d'Amèrica a l'estat de Nou Hampshire. Segons el cens dels Estats Units del 2000 tenia 1.081 habitants.

## Demografia
Segons el cens del 2000, Woodsville tenia 1.081 habitants, 457 habitatges, i 283 famílies. La densitat de població era de 469 habitants per km².
Dels 457 habitatges en un 28% hi vivien nens de menys de 18 anys, en un 44% hi vivien parelles casades, en un 13,3% dones solteres, i en un 37,9% no eren unitats familiars. En el 30,9% dels habitatges hi vivien persones soles el 12,3% de les quals corresponia a persones de 65 anys o més que vivien soles. El nombre mitjà de persones vivint en cada habitatge era de 2,36 i el nombre mitjà de persones que vivien en cada família era de 2,9.
Per edats la població es repartia de la següent manera: un 24,1% tenia menys de 18 anys, un 9% entre 18 i 24, un 28,1% entre 25 i 44, un 22,3% de 45 a 60 i un 16,6% 65 anys o més.
L'edat mediana era de 38 anys. Per cada 100 dones de 18 o més anys hi havia 86,2 homes.
La renda mediana per habitatge era de 31.771 $ i la renda mediana per família de 37.857 $. Els homes tenien una renda mediana de 27.180 $ mentre que les dones 22.176 $. La renda per capita de la població era de 16.145 $. Entorn del 14% de les famílies i el 10,2% de la població estaven per davall del llindar de pobresa.